# James Drury
James Child Drury Jr. (Nova York, 18 de abril de 1934 - Houston, 6 de abril de 2020) foi um ator americano. Ele é mais conhecido por ter desempenhado o papel-título na série semanal de televisão ocidental de 90 minutos, The Virginian, que foi transmitida pela NBC de 1962 a 1971.

## Primeiros anos
Drury nasceu na cidade de Nova York, filho de James Child Drury e Beatrice Crawford Drury. Seu pai era um professor de marketing da Universidade de Nova York. Ele cresceu entre a cidade de Nova York e Salem, Oregon, onde sua mãe era dona de uma fazenda. Drury contraiu poliomielite aos 10 anos de idade.
Ele estudou teatro na New York University e teve aulas adicionais na UCLA para concluir sua graduação depois que começou a atuar em filmes na MGM.

## Carreira
A carreira de ator profissional de Drury começou quando ele tinha 12 anos, quando atuou na produção de Life with Father, de uma companhia rodoviária.
Ele assinou um contrato de cinema com a MGM em 1954 e apareceu em pequenos papéis em filmes. Depois que ele foi para a 20th Century Fox, ele apareceu em Love Me Tender (1956) e Bernardine (1957).
Em 1959, Drury foi escalado como Harding Jr., no episódio "Murder at the Mansion" de Richard Diamond, Private Detective. Em 9 de maio de 1959, no início de sua carreira, Drury apareceu como Neal Adams no episódio "Client Neal Adams" da série de faroeste da ABC, Black Saddle. 
Em 1960, Drury apareceu em papéis diferentes em dois episódios, "Fair Game" e "Vindication", de outra série de faroeste da ABC, The Rebel, estrelado por Nick Adams como um aventureiro confederado vagando pelo oeste americano pós-Guerra Civil. Em 16 de novembro de 1960, Drury interpretou o jovem pioneiro Justin Claiborne no episódio "The Bleymier Story" do Wagon Train da NBC. Ele também foi escalado para o filme da Disney de 1960, Pollyanna como George Dodds, o interesse amoroso de Nancy Olson.
Em 1960, Drury interpretou Joe Darle no episódio "Wall of Silence" da série de detetives da ABC/ Warner Bros., Bourbon Street Beat. Ele fez uma aparição especial na série dramática da CBS Perry Mason em 1961 no papel do músico e réu Eddy King em "The Case of the Missing Melody".

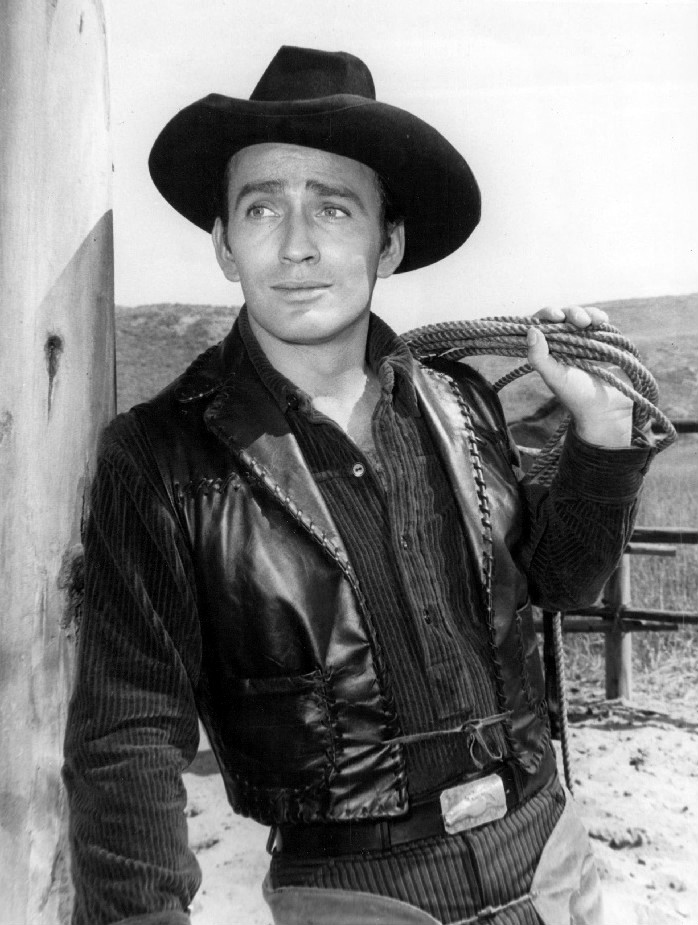
Drury como "O virginiano"

Ele apareceu em papéis secundários para a Disney. Em 1962, ele foi escalado para um papel substancial como um garimpeiro lascivo no início de Sam Peckinpah Western Ride the High Country (1962), contracenando com Randolph Scott e Joel McCrea.
Na mesma época, Drury conseguiu o papel principal do capataz do rancho em The Virginian, uma série luxuosa que durou nove temporadas até 1971. Drury assinou um contrato de 7 anos com a Universal em 1962 e foi o favorito para o papel, mas ainda teve que fazer um teste três vezes e foi obrigado a perder 30 libras em 30 dias para garantir o papel. Drury relatou que baseou sua atuação do virginiano nos elementos do caráter de seu avô materno, com quem passou grande parte de sua infância.
Drury e sua banda Wilshire Boulevard Buffalo Hunters realizaram 54 shows patrocinados pela USO para tropas no Vietnã em três semanas em abril de 1966.
Ele teve o papel principal do capitão Spike Ryerson na série dramática Firehouse na televisão ABC em 1974.
Em 1993, Drury teve um papel de ator convidado como Capitão Tom Price nos três primeiros episódios de Walker, Texas Ranger, contracenando com Chuck Norris e Clarence Gilyard . Drury também teve uma participação especial no filme para TV de 2000, The Virginian, estrelado por Bill Pullman.
Em 1991, Drury foi introduzido no Hall of Great Western Performers no National Cowboy &amp; Western Heritage Museum em Oklahoma City. Em 1997 e 2003, foi convidado da Western Film Fair em Charlotte, Carolina do Norte.

## vida pessoal e morte
Em 7 de fevereiro de 1957, Drury casou-se com Cristall Othones e teve dois filhos, Timothy e James III. O casal se divorciou em 23 de novembro de 1964 e, em 27 de abril de 1968, ele se casou com Phyllis Jacqueline Mitchell; o casamento terminou em divórcio em 30 de janeiro de 1979. Seu terceiro casamento foi com Carl Ann Head em 30 de julho de 1979; durou até sua morte em 25 de agosto de 2019. Drury teve três enteados de seus casamentos anteriores, uma enteada, Rhonda Brown, e dois enteados, Frederick Drury e Gary Schero. Drury morreu de causas naturais em 6 de abril de 2020, apenas 12 dias antes de seu 86º aniversário.
Drury apoiou Barry Goldwater nas eleições presidenciais de 1964 nos Estados Unidos.
Seu filho, Timothy Drury, é tecladista, guitarrista e vocalista que já tocou com os grupos de rock Eagles e Whitesnake.

## Filmografia

### Filme
| Ano  | Título                                                         | Função                      | Notas              |
| ---- | -------------------------------------------------------------- | --------------------------- | ------------------ |
| 1955 | selva de quadro-negro                                          | Atendente Hospitalar        | Não creditado      |
| 1955 | Me ame ou me deixe                                             | Diretor assistente          | Não creditado      |
| 1955 | A Armadilha Terna                                              | Eddie                       |                    |
| 1956 | diane                                                          | Tenente                     | Não creditado      |
| 1956 | planeta proibido                                               | Tripulante Forte            |                    |
| 1956 | A última carroça                                               | Tenente Kelly               |                    |
| 1956 | Me ame com ternura                                             | Ray Reno                    |                    |
| 1957 | bernardo                                                       | Tenente Langley Beaumont    |                    |
| 1959 | Bom dia para um enforcamento                                   | Paul Ridgely                |                    |
| 1960 | Toby Tyler                                                     | Jim Weaver                  |                    |
| 1960 | Poliana                                                        | George Dodds                |                    |
| 1960 | dez que ousaram                                                | Walter Powell               |                    |
| 1962 | Monte o país alto                                              | Billy Hammond               |                    |
| 1962 | terço de um homem                                              | emmet                       |                    |
| 1967 | Os Jovens Guerreiros, também conhecidos como Águias Guerreiras | Sargento Cooley             |                    |
| 1991 | O retorno do jogador: a sorte do sorteio                       | Jim                         |                    |
| 1994 | independente                                                   | Jogador de pôquer Riverboat | Não creditado      |
| 2005 | Inferno para pagar                                             | Café JT                     |                    |
| TBA  | Billy e o bandido                                              | Vovô                        | lançamento póstumo |

### Televisão
| Ano 1961 | Título                                 | Função                                      | Notas                                        |
| -------- | -------------------------------------- | ------------------------------------------- | -------------------------------------------- |
| 1961     | Perry Mason                            | Ator convidado                              | Temporada 5 Episódio 3                       |
| 1955–61  | Gunsmoke                               | Tom / Johnny Red / Jerry Cass / Booth Rider | 4 episódios                                  |
| 1958     | Alfred Hitchcock apresenta             | Michael Grimes                              | Episódio: "O tipo certo de casa"             |
| 1958     | Playhouse 90                           | Jesse James                                 | Episódio: " herança amarga "                 |
| 1958     | o texano                               | Johnny Kaler                                | Episódio: "The Troubled Town"                |
| 1958–61  | o fuzileiro                            | Spicer/Lloyd Carpenter                      | 2 episódios                                  |
| 1959     | Ter Arma - Vai Viajar                  | Tony                                        | Temporada 3, Episódio 21 "Hunt the Man Down" |
| 1959–61  | Couro cru                              | Rance/Johnny Adler/Kenley                   | 3 episódios                                  |
| 1959     | homem da lei                           | tropa de barro                              | Episódio "A Gangue"                          |
| 1959     | homem da lei                           | Stan Bates                                  | Episódio "The Outsider"                      |
| 1959     | Steve Canyon                           | Tenente Richard Muller                      | 2 episódios                                  |
| 1959     | Cheyenne                               | Bill Magruder                               | Episódio: "O Impostor"                       |
| 1959     | sela preta                             | Neal Adams                                  | Episódio: "Cliente: Neal Adams"              |
| 1959-60  | Homens no Espaço                       | Major Nick Alborg                           | Episódio: "Tankers in Space"                 |
| 1959-60  | Vagão de trem                          | Cole Crawford / Justin Claiborne            | 2 episódios                                  |
| 1962–71  | o virginiano                           | o virginiano                                | 249 episódios                                |
| 1969     | A risada de Rowan e Martin             | Ele mesmo                                   | 2 episódios                                  |
| 1971–72  | Alias Smith e Jones                    | Xerife Tankersley / Xerife Lom Trevors      | 2 episódios                                  |
| 1971     | Ironside                               | al                                          | Episódio: "Os Profissionais"                 |
| 1974     | Quartel de bombeiros                   | Capitão Spike Ryerson                       | 13 episódios                                 |
| 1993     | Walker, Ranger do Texas                | Capitão Tom Price                           | 3 episódios                                  |
| 1993–94  | As Aventuras do Condado de Brisco, Jr. | Ethan Emerson                               | 2 episódios                                  |
| 2012     | Contos do Cap Gun Kid                  | Capitão Ranger                              | 1 episódio                                   |